# Afrodascalia sannio
Afrodascalia sannio är en insektsart som beskrevs av Ronald Gordon Fennah 1957. Afrodascalia sannio ingår i släktet Afrodascalia och familjen Flatidae. Inga underarter finns listade i Catalogue of Life.